# 시게 다이라
시게 다이라(일본어: 茂 平, 1993년 4월 14일~)는 일본의 축구 선수이다.

## 구단 경력
그는 2016년 일본 풋볼 리그의 나라 클럽에 입단, 25경게 출전하여 15득점을 기록했다. 2017년 J3리그의 기라반츠 기타큐슈로 이적했고, 3년동안 팀에서 뛰었다. 2020년 블라우블리츠 아키타로 이적했다. 2020년 J3리그 우승으로 J2리그로 승격했다. 2022년까지 103경기에 출전하여, 8득점을 넣었다. 2023년 오이타 트리니타로 이적했다.